# 复兴文库
《复兴文库》是中共中央批准編撰的一部文獻選編集合以及历史文献丛书，共五编，金冲及任总主编，郑师渠、张海鹏、陈晋、张树军、谢春涛、张宏志担任副总主编，中国出版集团所属中华书局有限公司負責编辑出版工作。复兴文库的序言《在复兴之路上坚定前行》，作者為習近平。复兴文库以中华民族伟大复兴为主题，挑選鸦片战争以来與中华民族伟大复兴主題有關的文献。复兴文库收录的历史文献中主要以中国共产党和中华人民共和国的文件、中国共产党人的文稿為主。

## 歷史
2017年起，中国出版集团和中华书局開始多次组织专家论证会，讨论、拟定复兴文库编纂大纲。2019年1月，复兴文库的编纂工作全面启动。2022年9月27日，复兴文库開始上架。2022年11月25日，复兴文库第一至三编首发仪式在四川成都举行。三编共计37卷、195册、6190万字。

## 分類

### 第一编
收錄的是1840-1921年（鴉片戰爭-中共一大）期間的文献。其中包括魏源的《海国图志》、徐继畬的《瀛寰志略》，太平天国的《天朝田亩制度》《资政新篇》，奕訢等人的《通籌夷務全局酌擬章程六條》，康有为的《大同书》、梁启超的《变法通议》，孙中山的《建国方略》、邹容的《革命军》。

### 第二编
收錄的是1921-1949年（中共一大-開國大典）期間的文献。

### 第三编
收錄的是1949-1978年（開國大典-改革開放）期間的文献。

### 第四编
收錄的是1978-2012年（改革開放-中共十八大）期間的文献。

### 第五编
收錄的是2012年中共十八大以来的文献。